# 御殿場市
御殿場市（日语：／ Gotemba shi */?）為靜岡縣東部的市，為知名的觀光都市，是前往富士山和箱根觀光交通要點。市區海拔較高，氣候凉爽，降水量多。

## 出身名人
- 永井真理子 - 女歌手
- 堀内賢雄 - 男聲優

## 外部連結
- 御殿場市 （页面存档备份，存于）
- 駿豆・協議會